# دورة فرنسا المفتوحة 1996
قائمة بطولات دورة رولان غاروس لعام 1996:

## الكبار

### فردي رجال
يفينجي كافلينكوف 1 هزم  مايكل ستيتش, النتيجة:7-6(4), 7-5, 7-6(4)

### فردي سيدات
شتيفي غراف هزمت  أرانتيكسا سانشيز فيكاريو, النتيجة:6-3, 6-7(4), 10-8

### زوجي رجال
يفينجي كافلينكوف () ودانييل فكيك () هزما جاي فورجيت () وجاكوب هلاسك (), النتيجة:6-2, 6-3
1 أصبح اللاعب يافيجاني كافلينكوف أول لاعب روسي (ذكر أو أنثى) يفوز بلقب بطولة كبرى (جراند سلام).

### زوجي سيدات
ليندسي دافنبورت وماري جو فيرنانديز () هزمتا جيجي فيرنانديز () وناتاشا زفيريفا (), النتيجة:6-2, 6-1

### زوجي مختلط
باتريسيا تارابايني وخافيير فرانا () هزما نيكول أريندت ولوك جينسين (), النتيجة:6-2, 6-2

## الشباب

### فردي أولاد
ألبيرتو مارتن () هزم بورن ريهنكفيست (), النتيجة:6-3, 7-6

### فردي بنات
إميلي موريسمو () هزمت ميغان شاوغنيسي (), النتيجة:6-0, 6-4

### زوجي أولاد
سيباستيان غروسجان وأوليفيرا ماوتيس () هزما جان رالف براندت ودانييل إلزنر (), النتيجة:6-2, 6-3

### زوجي بنات
أليس كانيبا وجوليا كاسوناي () هزمتا أنا كورنيكوفا () ولودميلا فاروزوفا (), النتيجة:6-2, 5-7, 7-5